# Bouchetia
Bouchetia is een geslacht van weekdieren uit de klasse van de Gastropoda (slakken).

## Soorten
- Bouchetia hystricina (Dall, 1889)
- Bouchetia vaubanensis (Houart, 1986)
- Bouchetia wareni Houart & Héros, 2015